# Disphyma
Disphyma là chi thực vật có hoa trong họ Aizoaceae.